# Seututie 746
Pour les articles homonymes, voir Route 746.
La route régionale 746 (finnois : Seututie 746) est une route régionale allant du village Kovjoki à Uusikaarlepyy jusqu'au centre d'Uusikaarlepyy en Finlande,,.

## Présentation
La seututie 746 est une route régionale d'Ostrobotnie.